# كاتي كولفيتس
كاتي كولفيتس (بالإنجليزية: Käthe Kollwitz) (تُلفظ بالألمانية: [kɛːtə kɔlvɪt͡s]؛ 8 يوليو 1867 - 22 أبريل 1945) هي فنانة تشكيلية ألمانية، اشتهرت بلوحاتها التي تصور آثار الفقر والجوع والحرب على الطبقة العاملة. وأغلب لوحاتها تتسم بالواقعية، والتعبيرية.

## معرض الصور

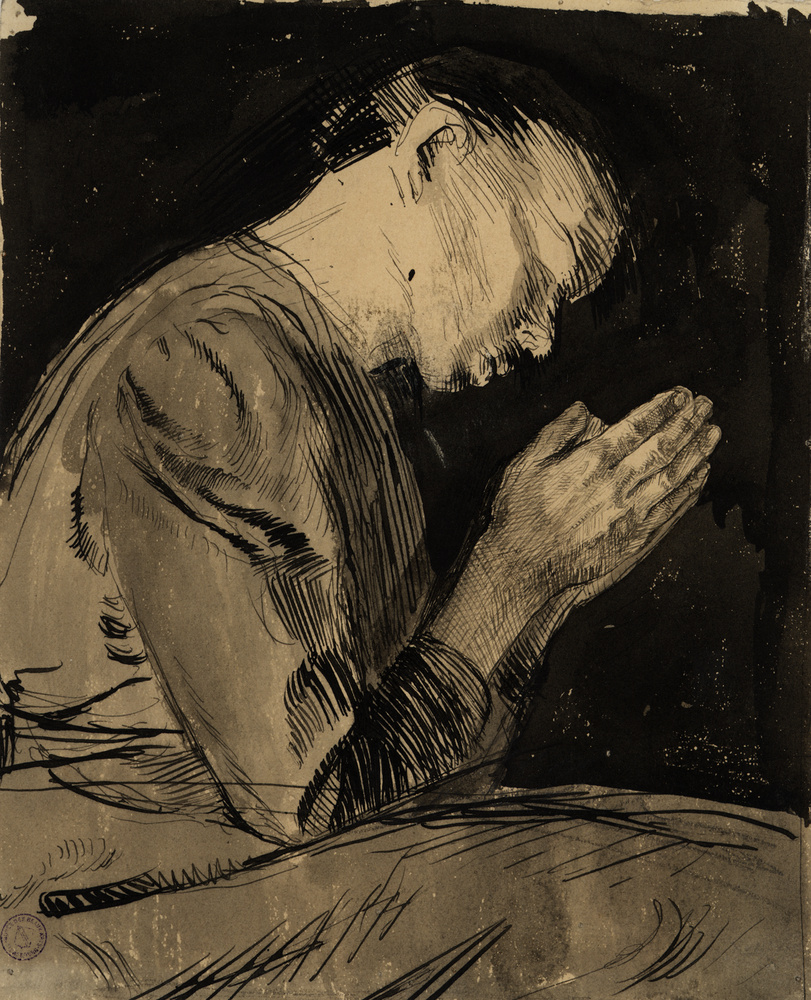
امرأة تصلي، 1892.
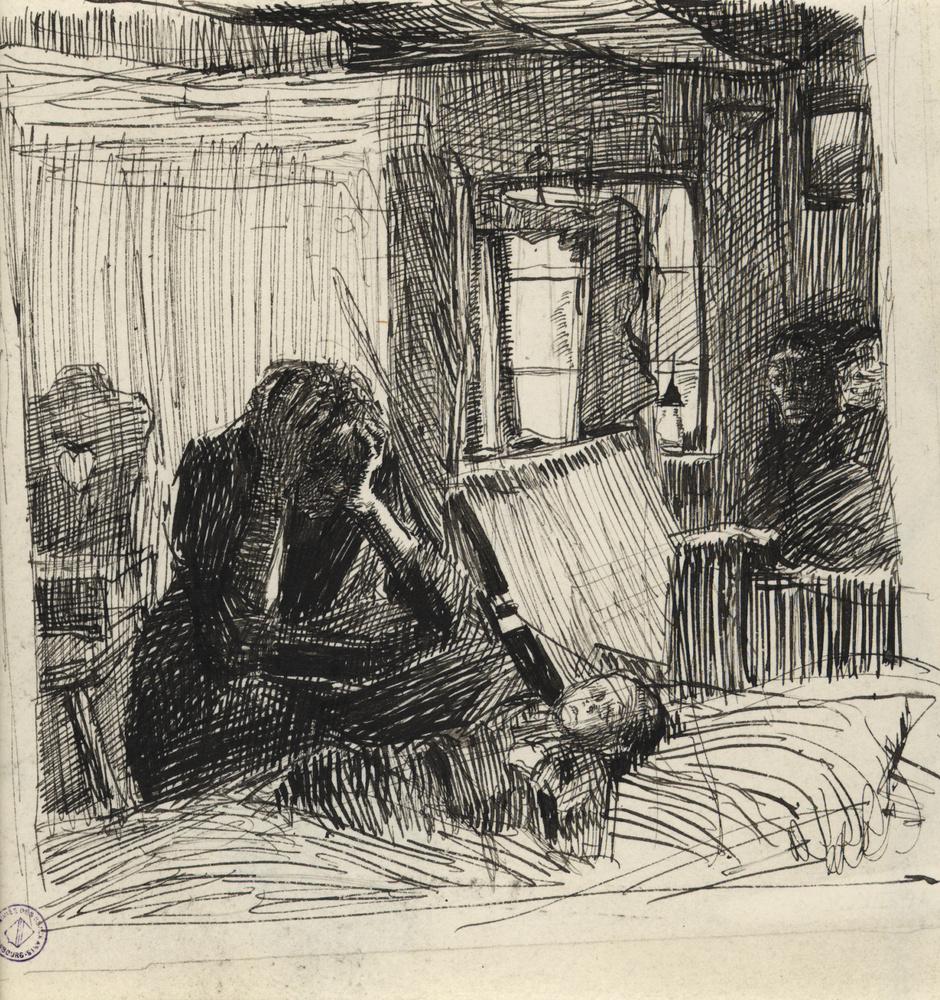
البؤس، 1897.
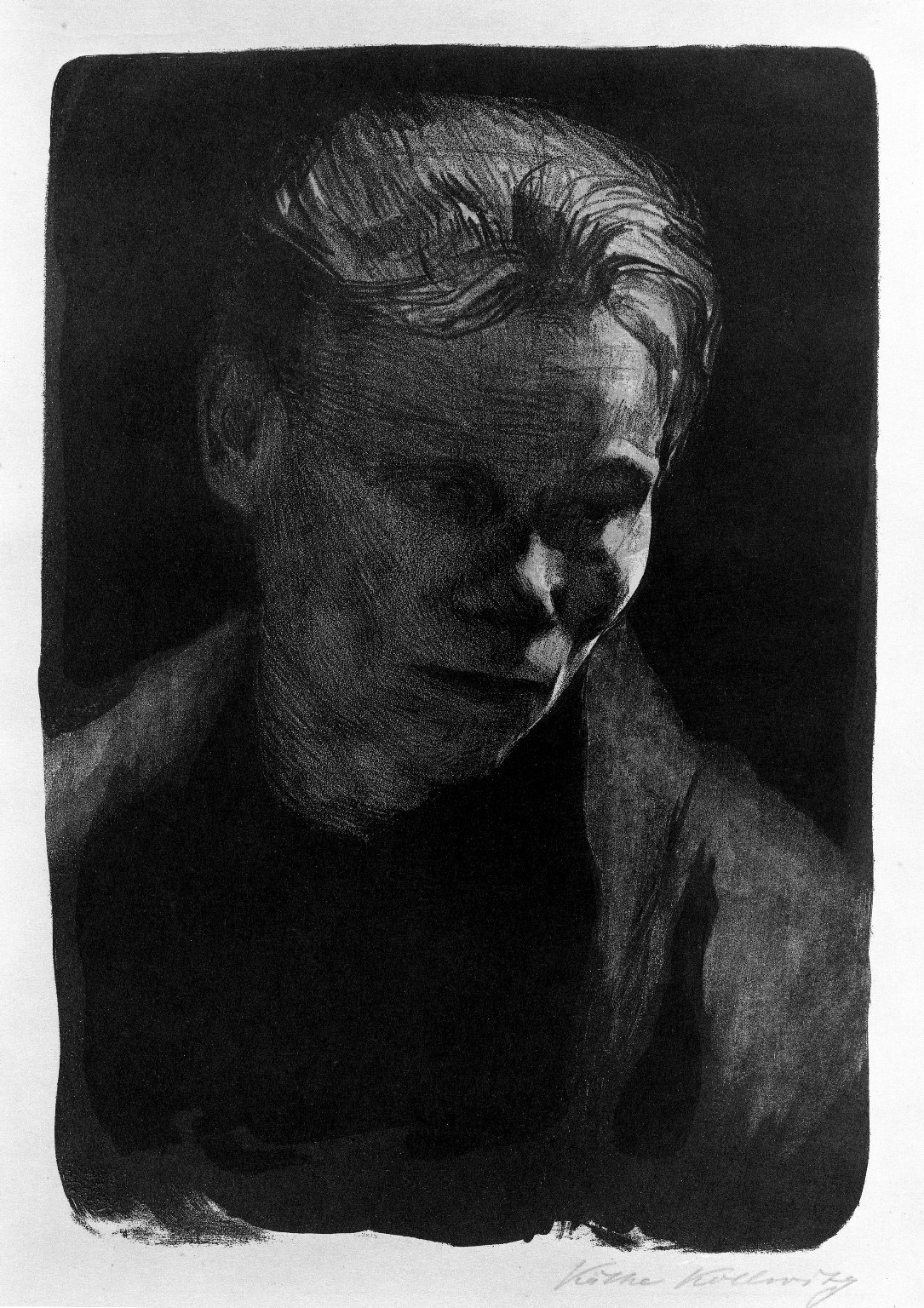
تمثال نصفي لامرأة عاملة، 1903.
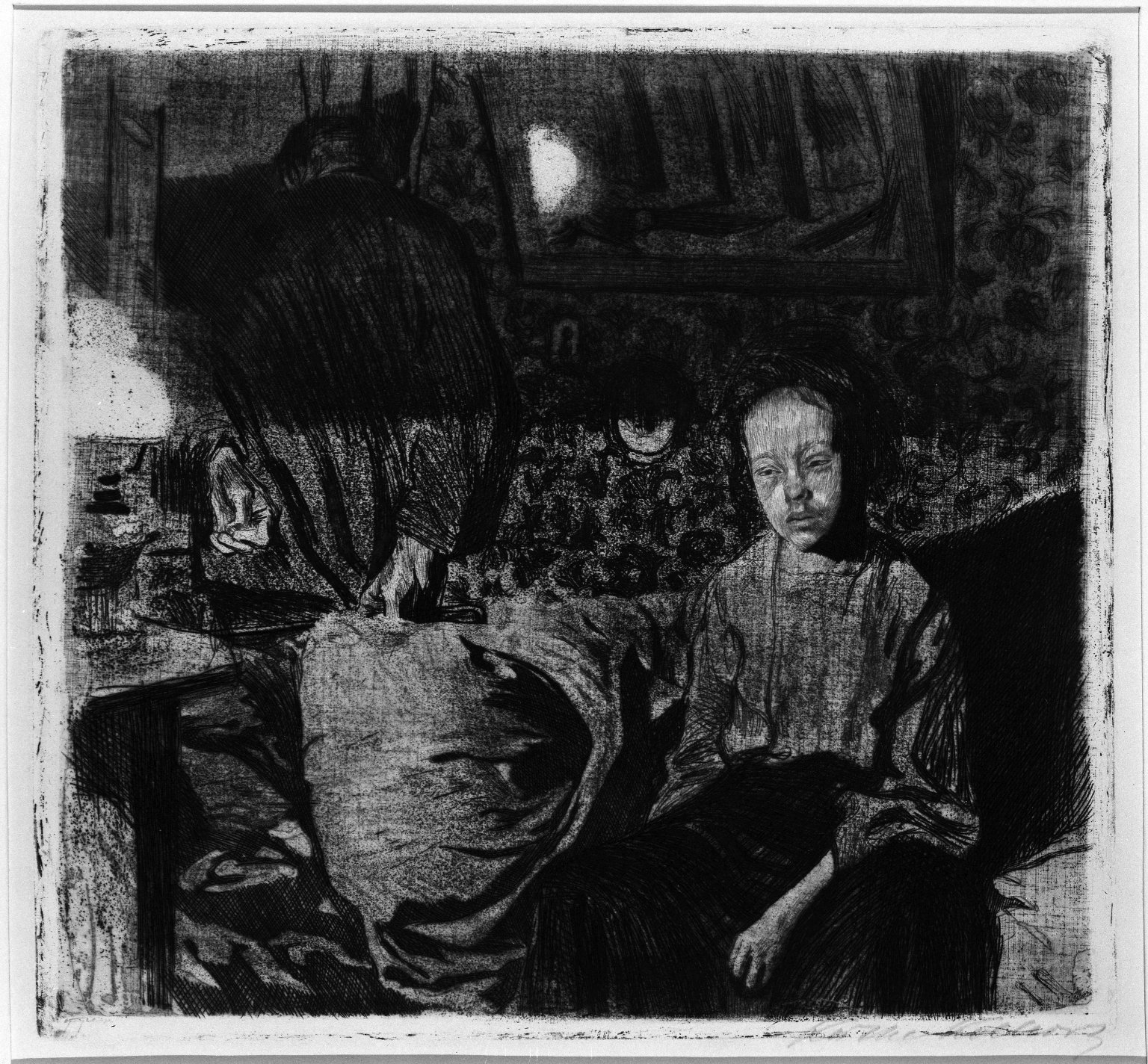
الزوجان الشابان ، 1904.
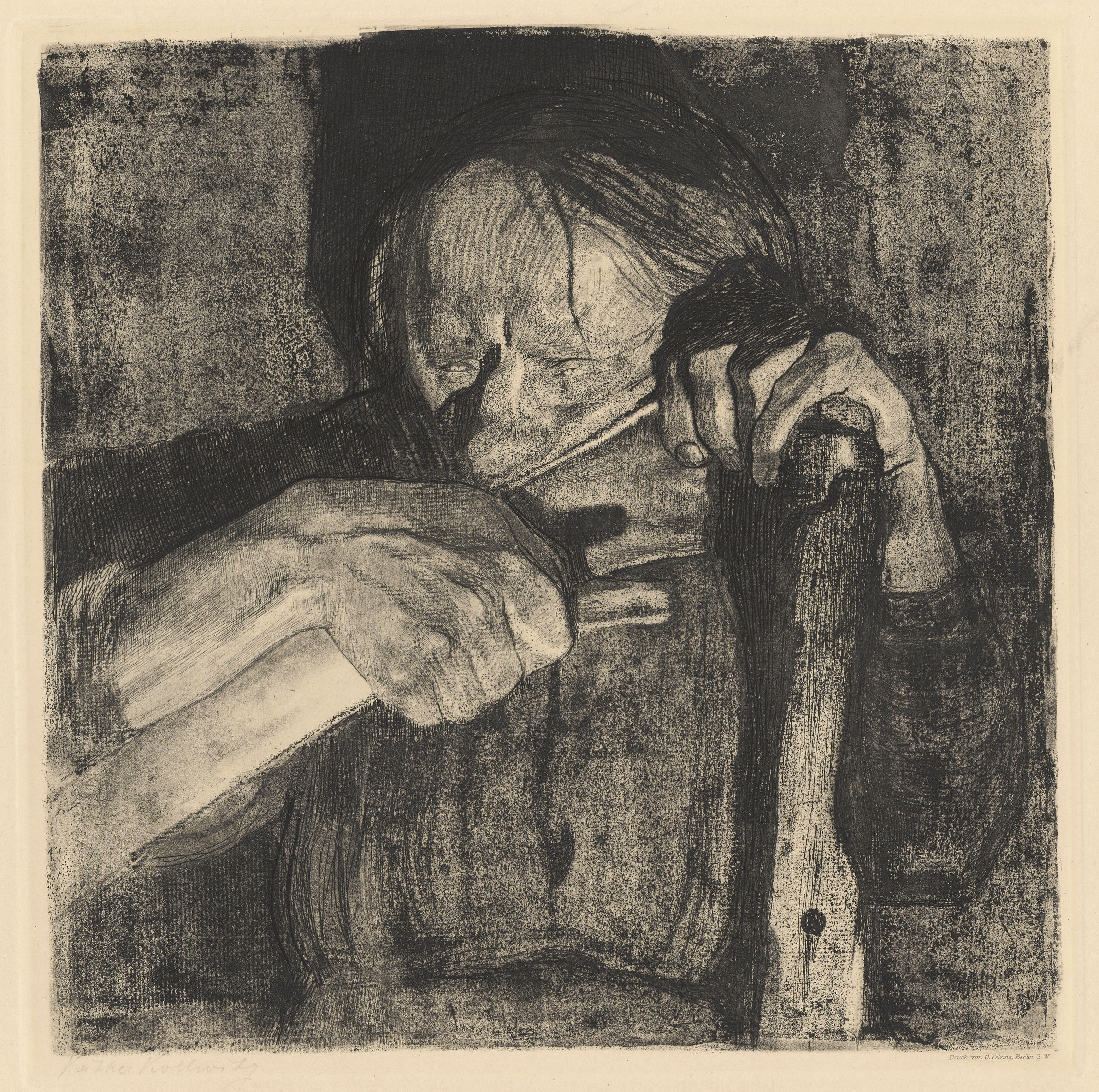
شحذ المنجل ، 1908.
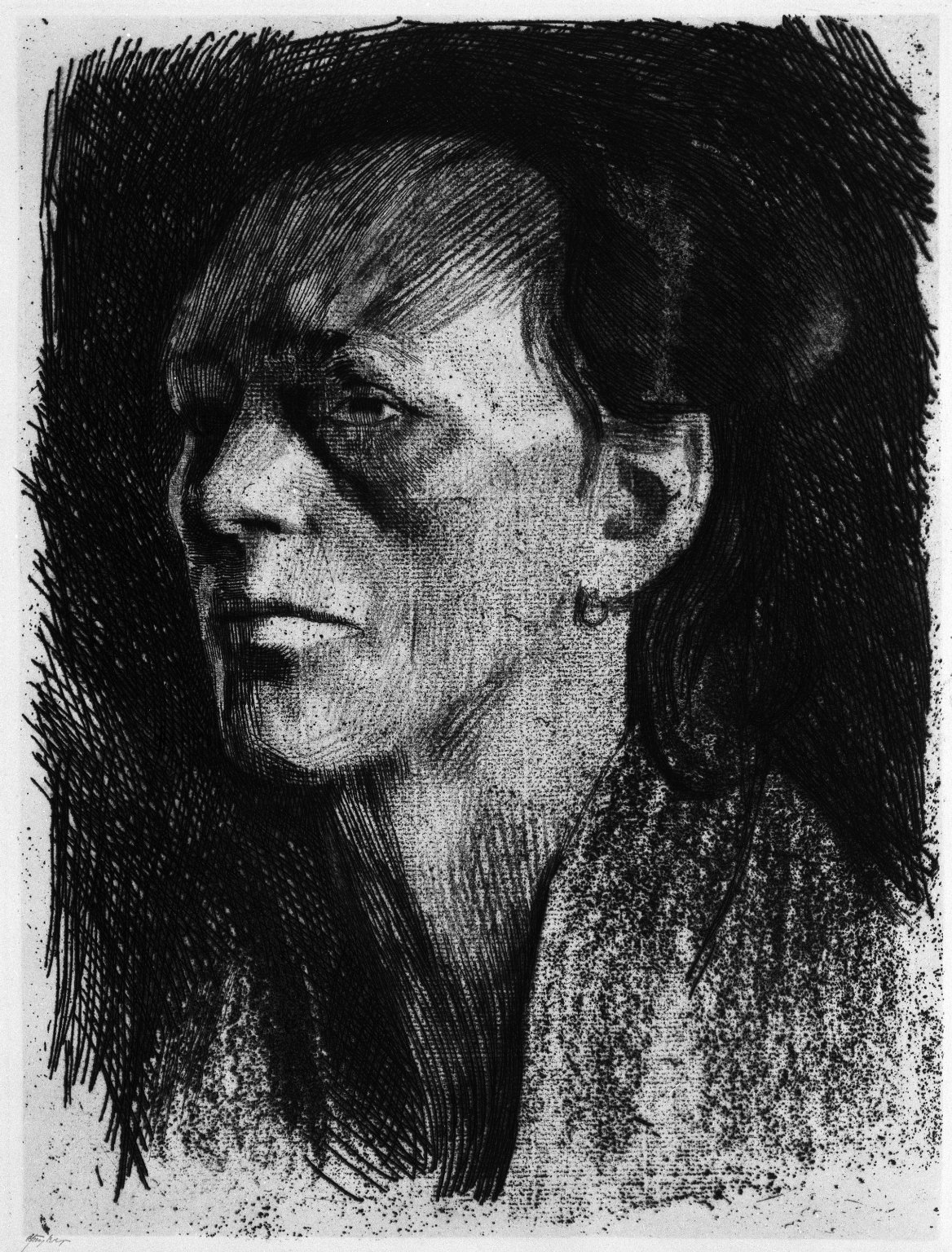
سيدة عاملة، 1910.
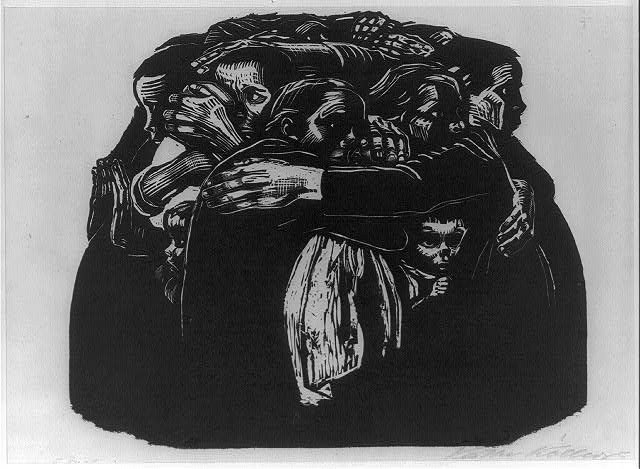
Die Mütter [الأمهات] ، 1922.